# 니시가키 마사야
니시가키 마사야(일본어: 西垣 雅矢, 1999년 6월 21일 ~ )는 일본의 프로 야구 선수이며, 현재 퍼시픽 리그인 도호쿠 라쿠텐 골든이글스의 소속 선수(투수)이다. 효고현 아사고시 출신이다.

## 상세 정보

### 출신 학교
- 호토쿠가쿠엔 고등학교
- 와세다 대학

### 선수 경력
- 도호쿠 라쿠텐 골든이글스(2022년 ~ )

### 개인 기록

#### 첫 기록
- 첫 등판 : 2022년 3월 25일, 대 지바 롯데 마린스 1차전(라쿠텐 세이메이 파크 미야기), 7회초에 3번째 투수로서 구원 등판, 1이닝 무실점
- 첫 탈삼진 : 2022년 3월 30일, 대 오릭스 버펄로스 2차전(교세라 돔 오사카), 8회말에 후쿠다 슈헤이로부터 루킹 삼진

### 등번호
- 49(2022년 ~ )